# 定期金賠償
定期金賠償（ていききんばいしょう）とは、主に損害賠償の賠償方法として、一回の支払で賠償する「一時金賠償」に対して、例えば1年に一回のように定期的に連続して支払う方法を言う。
例えば交通事故により被害者が遷延性意識障害におちいった場合などは、ほとんど意識のない寝たきりの状態が長期に継続する。24時間介護が必要な場合など莫大な経費が必要となる。これを一時金で支払うということは2つの理由で賠償金の金額が不正確なものとなる。被害者がいつまでその介護を必要とするのか、回復の可能性が低い場合は被害者の余命を人間である裁判官や示談の場合はそれに係る人々が「何歳まで生存」と決定することになる。もう一点は、一時金を計算するに当って民法上規定されている法定利率5％で現価へ戻す作業（ライプニッツ係数を用いた計算）が行われることである。現在継続して5％の運用益を生む投資は存在すら疑わしく、遷延性意識障害のように長期介護が必要な場合は早期に賠償金が不足する事態さえ考えられる。介護費用が不足した場合、結局のところ家族や親族が被害者の面倒をみることになるか、または社会保障の仕組みの中で（則ち国民・住民の税金で）国・自治体が支えることになるかどちらかである。また、被害者が早期死亡に至った場合は、一時金の残金は遺産相続されることになるが、そのような早期に死亡するケースが多発することは、例えば自動車保険料の高額化の原因であり、損害保険会社の加入者への公平さを欠いていると言える。
なお、「定期金賠償と一時金賠償の違い」をただ支払方法の違いであるとの説明が散見されるが、上記の通り定期金賠償は終身払いが基本であり、賠償金額の正確さという点で大きな差がある。
日本では、定期金賠償に関する法的な記述は1996年（平成8年）民事訴訟法改訂まで存在せず、従ってその採用が制限されていたわけでもないが、裁判例は比較的少なかったと言われている。この改訂により、民事訴訟法117条が新設され、「口頭弁論終結前に生じた損害につき定期金による賠償を命じた確定判決について、口頭弁論終結後に、後遺障害の程度、賃金水準その他の損害額の算定の基礎となった事情に著しい変更が生じた場合には、その判決の変更を求める訴えを提起することができる。ただし、その訴えの提起の日以後に支払期限が到来する定期金に係る部分に限る。」という条文が加わったことで、定期金賠償が正式な賠償方法と認知されそれ以後定期金賠償を採用する判決が増えている。